# 伊比皮坦加
伊比皮坦加是巴西巴伊亚州的一个市镇。总面积945.222平方公里，总人口13246人，人口密度14人/平方公里。